# Krasnyj Vostok (Oblast' autonoma ebraica)
Krasnyj Vostok (in lingua russa Красный Восток) è un centro abitato dell'Oblast' autonoma ebraica, situato nel Birobidžanskij rajon.